# J. McKenzie Moss

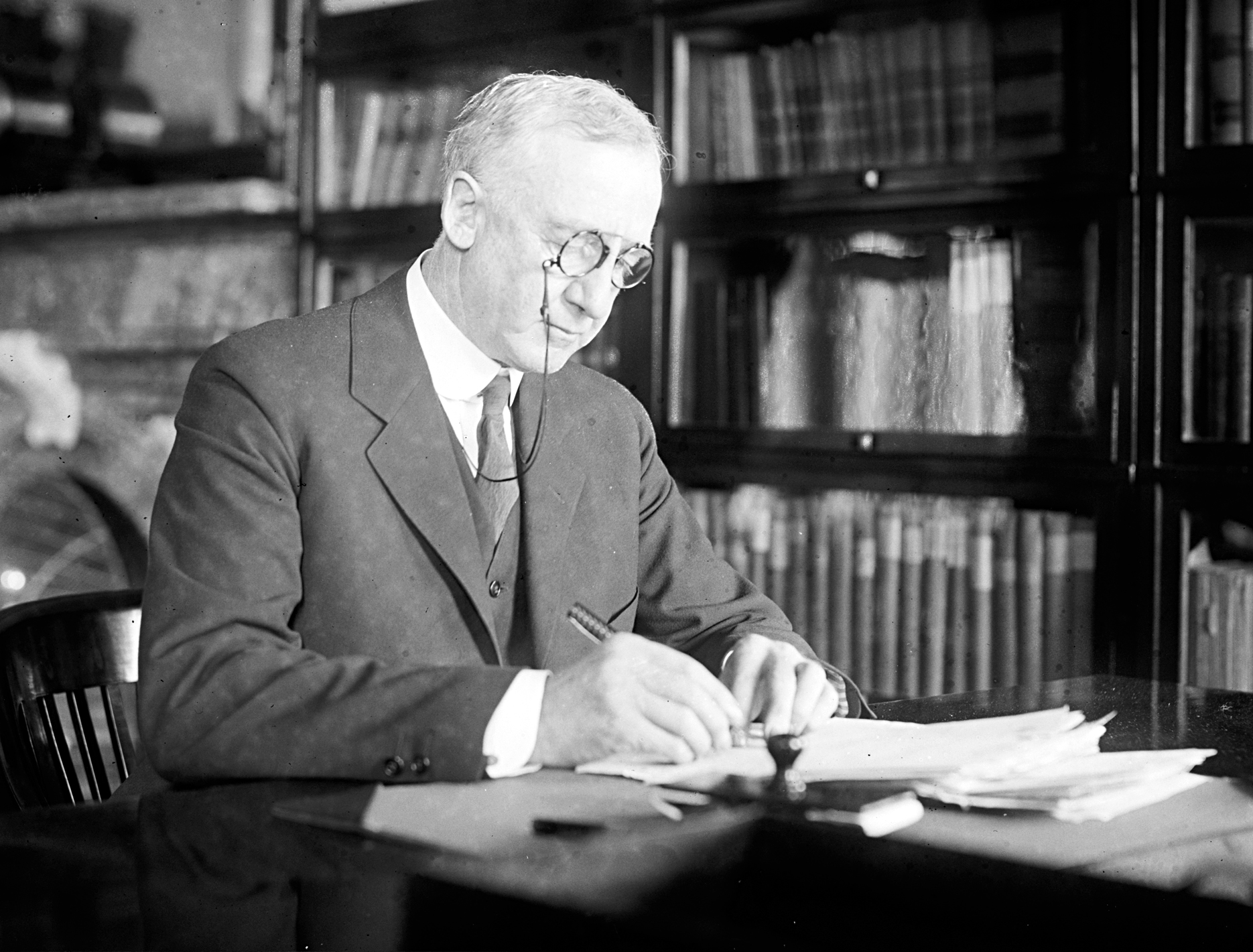
J. McKenzie Moss

John McKenzie Moss (* 3. Januar 1868 bei Bennettstown, Christian County, Kentucky; † 11. Juni 1929 in Washington, D.C.) war ein US-amerikanischer Jurist und Politiker. In den Jahren 1902 und 1903 vertrat er den Bundesstaat Kentucky im US-Repräsentantenhaus; später wurde er Bundesrichter.

## Werdegang
J. McKenzie Moss war ein Neffe von James A. McKenzie (1840–1904), der zwischen 1877 und 1883 ebenfalls den Staat Kentucky im Kongress vertrat und danach US-Botschafter in Peru wurde. Moss besuchte sowohl öffentliche als auch private Schulen. Zwischen 1888 und 1891 arbeitete er für den Postdienst der Eisenbahn. Nach einem Jurastudium an der Kent Law School in Chicago und seiner 1893 erfolgten Zulassung als Rechtsanwalt begann er in Bowling Green in diesem Beruf zu arbeiten.
Politisch war Moss Mitglied der Republikanischen Partei. Bei den Kongresswahlen des Jahres 1900 kandidierte er im dritten Wahlbezirk von Kentucky für das US-Repräsentantenhaus in Washington. Dabei verlor er zunächst gegen den demokratischen Amtsinhaber John Stockdale Rhea. Moss legte aber gegen den Ausgang der Wahl Widerspruch ein. Nachdem diesem stattgegeben worden war, übernahm er am 25. März 1902 das Mandat von Rhea. Bis zum 3. März 1903 konnte er die angebrochene Legislaturperiode im Kongress beenden.
Bei den Wahlen des Jahres 1902 unterlag er Rhea, der damit sein altes Mandat zurückgewann. In den folgenden Jahren arbeitete Moss wieder als Anwalt. Zwischen 1909 und 1921 war er Richter im achten Gerichtsbezirk von Kentucky. In den Jahren 1921 bis 1923 bekleidete er verschiedene Posten bei der Bundesregierung; dabei war er zwischen 1923 und 1926 war er als Assistant Secretary of the Treasury im Finanzministerium tätig. Danach war Moss bis zu seinem Tod im Jahr 1929 Bundesrichter am United States Court of Claims, wo er auf George Eddy Downey folgte.